# Estádio Mané Garrincha (Mato Grosso)
O Estádio Municipal Mané Garrincha é um estádio de futebol localizado na cidade de Tangará da Serra, no estado do Mato Grosso, tem capacidade para 4.000 pessoas.